# Chaetostoma patiae
 Chaetostoma patiae és una espècie de peix de la família dels loricàrids i de l'ordre dels siluriformes.

## Morfologia
Els mascles poden assolir els 15,8 cm de longitud total.

## Hàbitat
És un peix bentopelàgic que viu en torrents de corrents ràpids, fons rocallosos i alta altitud.

## Distribució geogràfica
Es troba a Sud-amèrica: conca del riu Patía a Colòmbia.